# Bradu (Sibiu)
Bradu (veraltet Brad; deutsch Girelsau oder Gierelsau, ungarisch Fenyőfalva) ist ein Dorf im Kreis Sibiu in der Region Siebenbürgen in Rumänien. Es ist Teil der Kleinstadt Avrig (Freck).

## Lage
Das Dorf liegt am Fluss Olt (Alt) etwa zwanzig Kilometer von der Kreishauptstadt Sibiu (Hermannstadt) entfernt, an der Nationalstraße 1 (Teil der Europastraße 68) in Richtung Făgăraș (Fogarasch) bzw. Brașov (Kronstadt).

## Geschichte

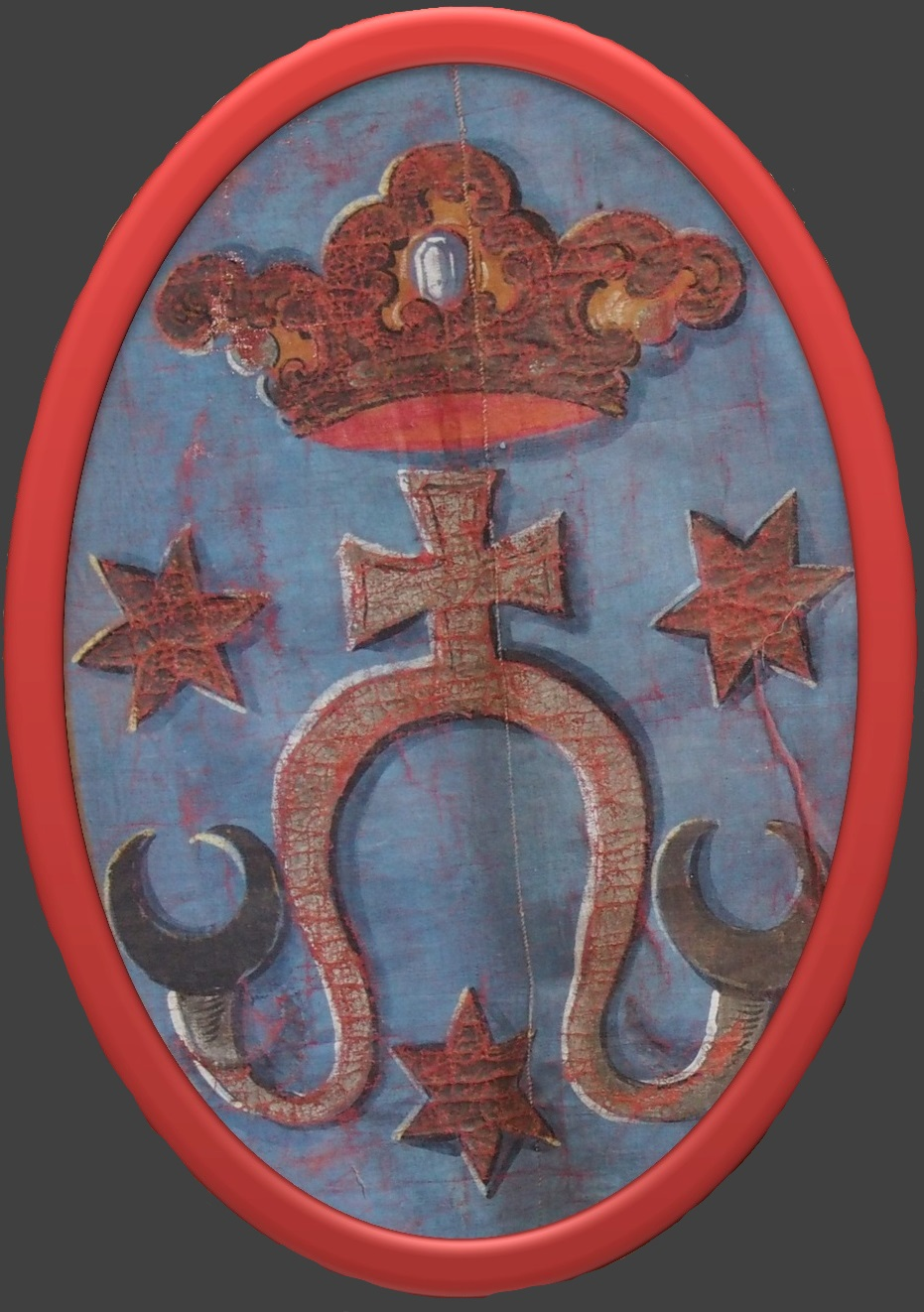
Girelsauer Wappen 1775

Im Nordwesten der Ortschaft wurden Spuren einer römischen Siedlung entdeckt.
Es gibt bislang keine archäologischen Funde, die eine größere Besiedlung vor dem 13. Jahrhundert auf dem Gebiet des heutigen Dorfes belegen würden. Allerdings gibt es einzelne Hinweise auf römische Siedlungen in der Nachbarschaft, wie die auf der Strecke zwischen Bradu und Săcădate (Sakadat). Die oft in der Vergangenheit mit Bradu in Verbindung gebrachte Gräberansammlung im Norden in Richtung Cașolț (Kastenholz) bringen moderne Forscher mit norisch-pannonischen Siedlern und Illyrern in Verbindung.
Die gefundenen Grabbeigaben und Artefakte lassen keinen direkten Bezug zu einer dakisch-romanischen Kultur zu, die dann den Beweis für eine Siedlungskontinuität (dako-romanische Kontinuitätstheorie) der Gegend bis zum Eintreffen der deutschen Siedler (Hospites Theutonici) belegen könnte.

## Das Dorf und seine Namen
In den vorhandenen Urkunden des 14. Jahrhunderts wird der Ort entsprechend der sprachhistorischen Gegebenheiten in Siebenbürgen in Ungarisch als „feneufolva“, „fenyefalva“ und auf Latein als „insula Gerhardi“ genannt.
Die rumänische Dorfbezeichnung „Brád“ (später „Bradu“) ist erst seit Mitte des 18. Jahrhunderts in den Quellen belegt. „Brád“ (Tanne) ist die Übersetzung aus dem ungarischen „Fenöfalva“ (Tannendorf), wie das Dorf bereits in den lateinischen Quellen im 14. Jahrhundert genannt wird.
Der Ort ist in den kirchlichen Quellen und denen der Hermannstädter Gauversammlung ab dem 14. Jahrhundert als „insula gerhardi“ belegt und steht sogar in Dokumenten gemeinsam mit „Fenöfalva“. Beide Namen stehen nebeneinander und dürften auch einen Ort meinen, was aber nicht ausschließt, dass die deutschen Siedler (Hospites Theutonici) einen neuen neben einem älteren Ort mit der Bezeichnung „feuneufalva“ gegründet haben. Es ist auch nicht ausgeschlossen, dass der alte Ort eine ehemalige Szeklersiedlung war und somit die Bezeichnung „Fenöfalva“ als „Tannendorf“ von diesen stammt. Dies sind allerdings nur Vermutungen, die quellenmäßig nicht belegt sind.
Die lateinische Bezeichnung „insula gerhardi“ ist ähnlich wie „insula christiani“ (Cristian / Großau) eine lateinische Ortsbezeichnung. Auf wen die Bezeichnung „gerhard“ in den lateinischen Quellen zurückgeht, ist nicht zu klären, was zu verschiedensten Spekulationen geführt hat. Ob es der ehemalige Gründer des Ortes (Lokator, Wikipedia) mit dem Namen „Gerhard“ ist oder ob sich diese Bezeichnung vom vermuteten Patron der Ortskirche „St. Gerhard“ ableitet, ist offen. Letztere Annahme geht auf einen Vermerk aus dem Bericht des Michael Lebrecht, Pfarrer in Șura Mică (Kleinscheuern), zurück.
„Girelsau oder Gerharsds-Au, lat. Fanum Sti. Gerhardi, vulgo Giresä, ein schön gebautes in einer angenehmen Gegend liegendes Dorf in der Nähe des Altflußes …“
Damit könnte der Hl. Gerhard von Csanád gemeint sein, der bei der Christianisierung der Ungarn in Siebenbürgen mitwirkte und einer der Patrone Ungarns ist. Möglich ist auch, dass es sich um den Hl. Gerhard von Clairvaux handelt, der vom Zisterzienserorden verehrt wurde. Dieser Orden war in Siebenbürgen sehr aktiv, gründete die Kerzer Abtei (Cârța) und hatte vermutlich eine kleine Abtei in der Nachbargemeinde Săcădate.
Anderseits ist der Name „Gerhard“ vom 11. bis zum 13. Jahrhundert ein beliebter Grafenname und bei den Luxemburgern, an Rhein und Mosel sowie in Flandern zahlreich belegt. Daher kann es auch sein, dass die Bezeichnung „insula gerhardi“ auf einen weltlichen Grafen zurückgeht, der wohl von den deutschen Siedlern als Führer und Gründer verehrt wurde und dem Ort seinen Namen gab. Dafür spricht die Variante „insula gerhardi“, denn eine Bezeichnung „insula Sancti Gerhardi“ würde auf einen Heiligen namens Gerhard verweisen, eine Bezeichnung, die zu dieser Zeit üblich gewesen wäre.
Sicher ist, dass die deutsche Bezeichnung „Girelsau“ von der lateinischen Bezeichnung „insula gerhardi“ stammt und in der Lautung „Gerhardsau“ bereits ab 1468 belegt ist, als der Ort zu den von Hermannstadt abhängigen Gemeinden („Pertinenzen“) gehört. Auch Bezeichnungen wie „Gerardsau“, „Gerysau“, „Geresaw“ tauchen in dieser Zeit auf.
Die ursprüngliche Erwähnung des Ortes ist im Zusammenhang mit Personen zu finden. In einer undatierten Quelle wird ein Pfarrer Mathias (plebanus Mathias de Feneufolua) erwähnt. Dem Inhalt ist zu entnehmen, dass diese zwischen 1311 und 1319 geschrieben wurde. Die Urkunde stammt aus der königlichen Kanzlei und ist an das kirchliche Amt des Erzbistum Alba Iulia gerichtet mit der Bitte des ungarischen Königs Karl I. Robert (1288–1342), diesem Pfarrer ein Kanonikat und eine Pfründe zu verleihen. Da Mathias vom König als „fidei et familiari capellano nostro (unser treuer und zum königlichen Hof gehörend)“ bezeichnet wird, dürfte er bereits in Diensten der königlichen Familie gestanden haben. Daher ist zu vermuten, dass die Bezeichnung „de Feneufolua“ den Abstammungsort Mathias bezeichnet. Vielleicht gehörte er zur Grafenfamilie, die dann im 14. Jahrhundert in den folgenden Urkunden erwähnt wird.
Das Geschlecht der Grafen von Girelsau führt sowohl die Bezeichnung „de insula Gerhardi“ als auch „de Fenyefalwa“, „de Foniefolwa“. „de Fenyefalwa“.
Hennyngh de Fenyefalwa ist mit einer Tochter des Grafen Nikolaus von Tolmach (Tălmaciu) verheiratet. Da er erst später (1337) im Zusammenhang mit seinem Sohn erwähnt wird und sein Sohn schon „comes“ (Graf) genannt wird, dürfte sein Wirken als Graf um 1300 sicher sein. Der Sohn Christian wird 1335 als „comes Christian de insula Gerhardi“ erwähnt.
Von diesem werden zwei Söhne in Urkunden genannt: Nikolaus und Petrus (Erwähnung: 1373 als „Nikolaus … Petrus, filii Cristiani de Foniefolwa”, Petrus 1387 als “Petrus de insula Gerhardi”). Graf Petrus schlichtet für den Hermannstädter Stuhl den Grenzstreit zwischen Avrig (Freck; villa Affrica) und Săcădate (villa Czectat), was ihn als Vertrauensperson des Hermannstädter Stuhls erkennen lässt.
Petrus hat eine Tochter Katharina (Erwähnung: 1413 als „Katharina filia Petri de Ffenyfolwa“), die mit einem Jakobus (Erwähnung: 1413 als Jakobus „filius Samsonis de dicta Fenyefalwa“) verheiratet ist, der wohl mit Jakobus identisch ist, der in einer späteren Urkunde von 1431 als „Comes Jakobus de insula Gerhardi“ erwähnt wird. Jakobus ist urkundlich als letzter Graf von Girelsau belegt. Die Grafen von Girelsau weisen von ca. 1300 bis zu Jakobus eine kontinuierliche Grafendynastie auf. Über die Heirat von Katharina aus diesem Geschlecht mit Jakobus, dem Sohn des „Sampson de Fenyefolwa“, wechselt die Dynastie und Jakobus wird zum Grafen.
Danach werden urkundlich keine Grafen mehr erwähnt und Ende des 15. Jahrhunderts ist die Gemeinde verwaltungsmäßig an Hermannstadt gebunden und somit keine selbstständige Gemeinde mehr.
Ob der bekannte Flurname „aff der Burch“ auf eine ehemalige Burg dieses Grafengeschlechtes hinweist, kann zwar anhand von Quellen nicht bestätigt werden, ist aber wahrscheinlich.
In einzelnen Urkunden sind Namen wie der des Ortshann (Schultheis) Jacobus Atzmann (erwähnt 1468) und ein Paulus Atzmann (1494) zu finden. Im 16. Jahrhundert tauchen in verschiedenen Rechnungen der Stadt Hermannstadt der Ortshann Laurentius auf und Bewohner wie Jakobus Tomas, Andreas Kapus, Nikolaus Frank, Clos Axmann, Gaspar und Andreas Sacharias und Johannes Kewn (Schulmeister in Heltau). Ebenso werden Familiennamen wie Schneider, Teiller, Wenrich, Schieb, Gonnterth, Borner, Talmescher, Hein, Seydner, Schunn und Rapolt genannt.
In diesen Urkunden kommen als soziale Gruppe noch keine Walachen vor. Es ist aber nicht ausgeschlossen, dass bereits zu dieser Zeit einzelne rumänische Familien als Dienstboten im Dorf waren, doch für eine größere Ansiedlung im Dorf fehlen die Belege.
Ab dem 16. Jahrhundert übte der Hermannstädter Magistrat die übliche Jurisdiktion aus. Dessen Vertreter im Ort war der Ortshann (Schultheiß), der aus der sächsischen Bevölkerung gewählt wurde.

### Einwanderung der Walachen (Rumänen) und Roma
Bedingt durch Kriegswirren und Seuchen tritt im 17. Jahrhundert ein Mangel an Arbeitskräften in der Landwirtschaft auf, von dem auch Girelsau betroffen ist. Nun siedeln sich Walachen und Roma am Rand der sächsischen Ortschaften des Königsbodens an, was von der Siedlungspolitik der Habsburger ab 1688 unterstützt wurde.
Dies ging aber nicht ohne handfeste Konflikte, da den neuen Siedlern neben Wohn- auch Acker- und Weideflächen sowie der Zugang zur Waldabholzung zugesprochen werden musste.
Girelsau gehört zu Dörfern, in denen 1775 die walachischen Einwanderer bekämpft wurden, wie die Protokolle des Hermannstädter Magistrats erkennen lassen. Dabei werden auf Befehl des Hermannstädter Magistrats 35 rumänische Familien ausgesiedelt. 1776 befiehlt die Wiener Regierung die Rücksiedlung der Rumänen. In den Protokollen ist von einem „Vonya Urss“ die Rede, dessen Haus in Girelsau zerstört wurde. Er wird auf Drängen der zuständigen Behörden entschädigt und das Haus wird wieder aufgebaut. Andere Vorfälle aus Girelsau sind nicht gemeldet. Möglicherweise ist „Vonya Urss“ der Vorfahre der seit Jahrhunderten belegten Familie Ursu, die das rumänische Schulwesen in Girelsau aufbauten und prägten.
Einen Einblick über die Einwanderung der Walachen nach Girelsau gibt die Statistik von 1733, die im Auftrag des Bischofs der mit Rom unierten Kirche, Inocențiu Micu-Klein, verfasst wurde. In dieser Statistik wird Girelsau als Ort mit rumänischen Bewohnern überhaupt nicht erwähnt. Erst in der darauffolgenden Statistik von 1750 taucht „Brád“ mit 117 „Seelen“ (Animae Universim) auf. Es ist die erste belegte Nennung des Ortes mit „Brád“ (mit ungarischer Aussprache). In diesem Jahr gab es also 117 rumänische Bewohner in Girelsau. Allerdings wird der Ort kirchlich als Filiale (hic Pagus est filial. Szekedate) zu Săcădate gezählt, ohne vorhandene Kirche und Pfarrer. Die Nachbarorte, die bereits in der Statistik von 1733 auftauchen, weisen bereits Parochien mit Kirchen und Pfarrern auf (z. B. Freck 1048 Seelen mit einer Kirche und Pfarrer, Săcădate 893 Seelen und fünf Pfarrer). Zwischen 1733 und 1750 gab es eine deutliche Einwanderungsbewegung nach Girelsau, die in den Quellen noch immer „Walachen“ genannt werden.
In einer offiziellen Statistik von 1761/62 setzte sich die Bevölkerung in Girelsau wie folgt zusammen: 65 sächsische, 12 walachische und 10 Romafamilien. Ab dem 18. Jahrhundert zählen somit zur Girelsauer Bevölkerung neben den Sachsen und Rumänen auch Roma.
1818 notiert der ev.-lutherische Pfarrer, W. Woner in Girelsau in seiner Statistik 112 sächsische, 65 walachische und 21 Romafamilien.
In den folgenden Jahrzehnten entwickeln sich die Rumänen zu einer geschlossenen sozialen Volksgruppe im Dorf. Die Rumänen mussten sich ihren Status als anerkannte und gleichberechtigte Volksgemeinschaft neben den Ungarn und Sachsen seit Ende des 18. Jahrhunderts regelrecht erkämpfen.
Die Roma blieben von diesen Rechten ausgeschlossen und lebten im Ort als Tagelöhner und selbstständige Handwerker. Sie siedelten am Rande des Dorfes und wurden nicht in die politischen Entscheidungen einbezogen.

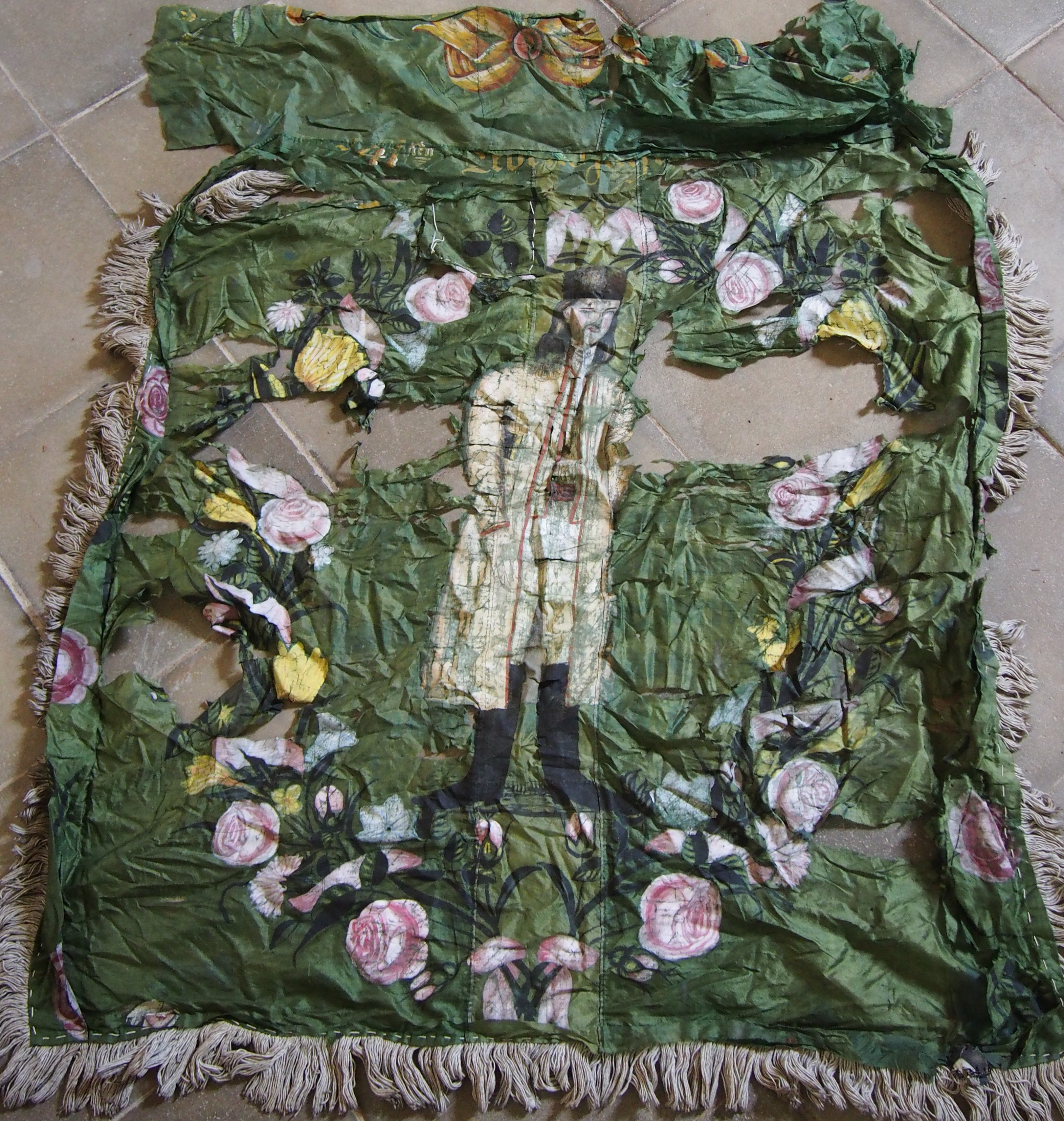
Fahne des Michael Schunn von 1850 als Teilnehmer an der Revolution von 1848 (Vorderseite)

An den kriegerischen Revolutionsjahren 1848/1849 waren sowohl rumänische als auch sächsische Männer aus dem Dorf beteiligt. Die Fahne (beschädigt) eines sächsischen Teilnehmers ist im Archiv der Kirchengemeinde erhalten. Sie trägt die Inschrift: „Michael Schunn 1848 in Waschahei (?)“ und auf der Rückseite den Text aus Psalm 46: 9-11 (Psalmen): „Kommt her und schauet die Werke des Herrn [der auf Erden solch ein Zerstören anrichtet], der den Kriegen ein Ende macht [in aller Welt], der Bogen zerbricht, Spieße zerschlägt und Wagen mit Feuer verbrennt, Seid stille und erkennt, dass ich Gott bin.“
Anfang des 20. Jahrhunderts ist der Anteil der rumänischen Bevölkerung im Dorf größer als der der Sachsen: Es werden 594 Rumänen und 487 Sachsen gezählt, wobei die Roma in dieser Statistik, aus welchem Grund auch immer, nicht auftauchen.

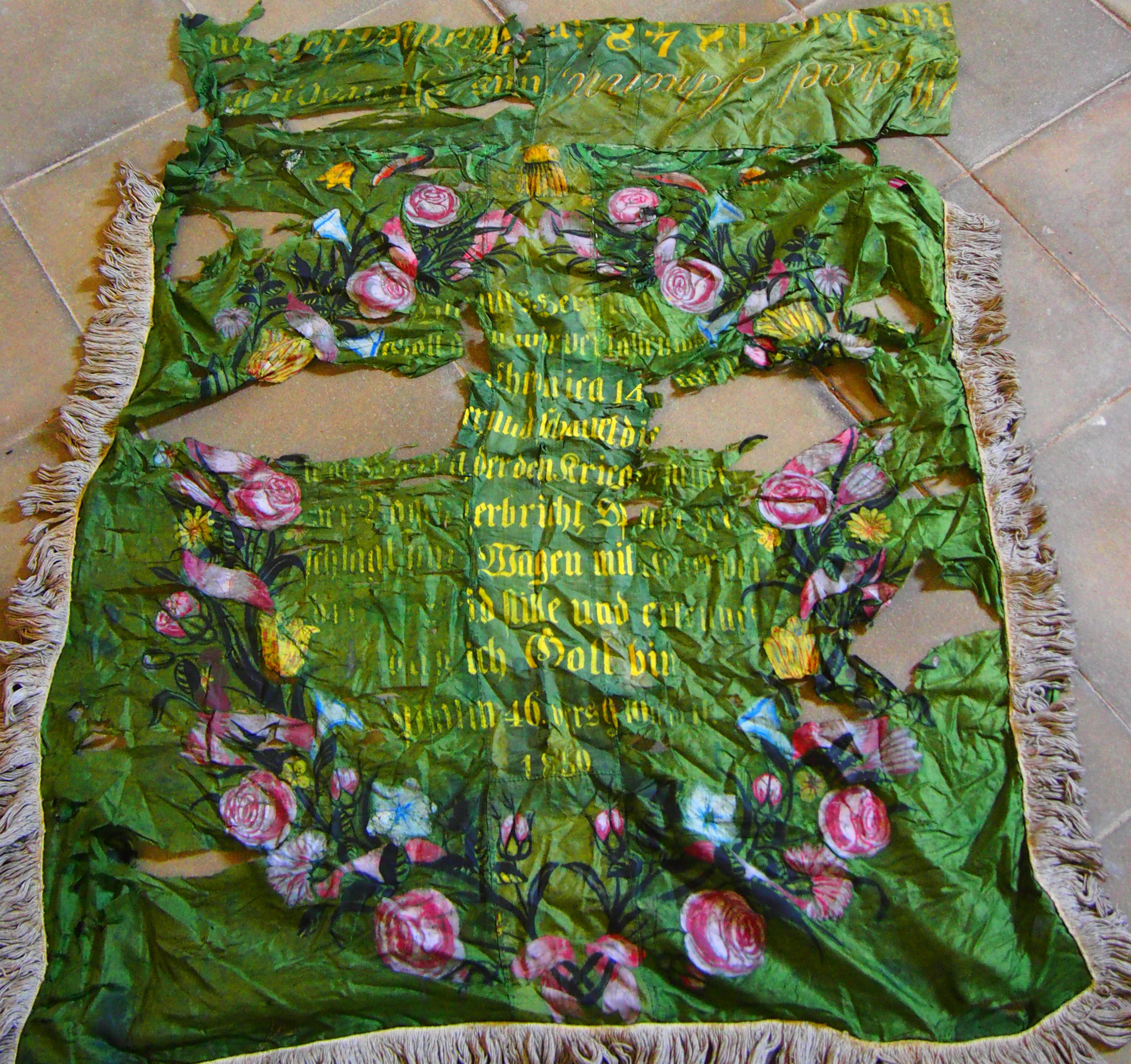
Fahne des Michael Schunn von 1850 als Teilnehmer an der Revolution von 1848 (Rückseite)

Nach 1918 folgte die schrittweise Eingliederung Siebenbürgens in das Königreich Rumänien. Damit änderte sich die politische Situation, die auch Girelsau betraf. Die sächsische Bevölkerung musste nun aus der Position einer Minderheit agieren und nun ihrerseits für ihre Rechte und Erhaltung ihrer Traditionen kämpfen. Die administrative Funktion der sächsischen Hannen und Richter wurde aufgehoben. Der letzte sächsische Hann (Schultheis) ist Johann Krauss (26. Mai 1870 bis 20. Mai 1923).
Zu den ersten rumänischen Bürgermeistern zählen ab 1920: G.C. Urs, S. Balteșiu, I. Bădilă, V. Mircea und I. Dan. Die sächsischen Vertreter sind: S. Schieb (Stellvertretender Bürgermeister) und J. Schunn (Herold/Ortsdiener). Die Sachsen blieben aber die dominierende wirtschaftliche Kraft im Ort.
Zwischen den ansonsten streng getrennt lebenden Volksgruppen der Rumänen und Sachsen spitzte sich im Zuge der Ethnopolitik in Rumänien in den 1930/40er Jahren die Lage auch in Girelsau zu. Die Volksgruppen wurden nun im Zuge der Rassenideologie gegeneinander aufgehetzt. Die Volkszugehörigkeit wurde jetzt zu einer „Rassenzugehörigkeit“, wobei die Roma von beiden Seiten als „minderwertige Menschen“ entsprechend den politischen Vorgaben gesehen wurden. Beeinflusst durch die Rassenideologie der deutschen Nationalsozialisten nahm auch in Girelsau die Ablehnung der Rumänen durch die Sachsen ab 1935 zu. Die Unterwanderung des Schulwesens durch die „Bewegung zur Erneuerung der Deutschen“ fand auch in Girelsau statt. Auch hier entstanden die nationalsozialistisch gesinnten Organisationen. Die Diffamierung der Rumänen als „unterentwickelte Rasse“ führte zu tiefen emotionalen Gräben zwischen den beiden Volksgruppen. Was mit den Roma aus Girelsau in dieser Zeit passierte, ist wissenschaftlich noch nicht erfasst.

### Die leidvolle Tragödie der sächsischen Bewohner in Bradu nach 1944
Nach 1944 folgte die leidvolle Tragödie der deutschen Dorfbewohner, was unter der Bezeichnung als Verschleppung von Rumäniendeutsche in die Sowjetunion bekannt ist.
Eine betroffene Frau aus Girelsau berichtet: „Dann kam der 13. Januar 1945, ein Tag, den keiner von uns Sachsen je vergessen wird. Ein schrecklicher eiskalter Wintertag, der Tag, an dem man alle Frauen, Männer, Buben und Mädchen, von 17 bis 50 Jahren nach Russland verschleppte. … Russen und Rumänen gingen gemeinsam von Haus zu Haus, entrissen den Müttern die kleinen Kinder von der Brust und trommelten alles, was in Russland als Arbeitskraft zu gebrauchen war, zusammen. Nie werden wir die lachenden Gesichter der Rumänen und Zigeuner vergessen, die uns auf dem Weg zur Sammelstelle begleiteten. Von unserem Kirchturm läuteten uns die Glocken zum Abschied. Es sollte für viele ein Abschied für immer sein.
Nur alte Leute und Kinder blieben im Dorf zurück. 17 Tage lang saßen wir in einem Lastzug zusammengefercht im eiskalten Januar, auf notdürftigen Pritschen eng zusammengekauert, damit wir uns gegenseitig vor der Kälte schützen. Am 18.ten Tag waren wir im russischen Donezbecken angelangt, wo man uns durch den eiskalten Schneesturm zu Fuß ins Lager trieb. … Nach 5 Jahren kamen die letzten heim und fanden in unserem Dorf alte, arme Menschen wieder, denen man alles, alles genommen hatte: Vieh, Ackerland ja sogar aus ihren Häusern teilweise vertrieben. Die Zigeuner wurden alle Kommunisten und bekamen, unseren Grund und Vieh und unsere Landwirtschaftsgeräte zugeteilt.“
Aus dem Dorf wurden 86 Personen zur Zwangsarbeit verschleppt, davon 53 Frauen. Ins Dorf kehrten 56 zurück, verstorben und vermisst sind 13 und 17 kamen aus der Gefangenschaft nach Deutschland. Die Agrarreform von 1945 nahm den Sachsen die Lebensgrundlage. Die willkürliche Enteignung der sächsischen Bauern durch die rumänischen Behörden bis dahin, dass die alten Menschen und zurückgebliebene Kinder aus ihren Häusern geworfen wurden und sie mit dem Vieh im Stall leben mussten. Besonders aktiv dabei waren die Mitglieder der Organisation „Frontul Plugarilor“ (Front der Pflüger) und ihre bewaffneten Bürgerwehren. Von dieser stalinistischen „Bestrafungs- und Umerziehungsmaßnahme“ der Deutschen, profitierten einige rumänische Bauern gerne, die ins Dorf einwanderten und sich Vieh und landwirtschaftliche Geräte der Sachsen aneigneten. Eine äußerst negative Rolle spielten nun einige arme Rumänen, die sich von der stalinistischen Propaganda gegen die Deutschen mitreißen ließen und sich als „neue Herren“ aufspielten. Diese Lage schreckte auch die nach dem Krieg im Ausland lebenden Sachsen ab, in ihre Heimat zurückzukommen.
Jede sächsische Familie im Dorf war von den katastrophalen Folgen der Nachkriegszeit betroffen. Selbst auch jene, die sich nicht von der Ideologie der Nationalsozialisten blenden ließen. Aber es gab auf Seite der rumänischen Bevölkerung „wahre Freunde“, die die alten und Kinder der nicht in die Sowjetunion verschleppten Sachsen vor rabiaten Strafaktionen einiger (in der Regel Zugewanderte) selbsternannter „neuer Herren“ schützten.
Auch die rumänische Dorfbevölkerung hatte unter den neuen politischen Verhältnissen zu leiden. So gab es Spannungen zwischen den seit einigen Generationen im Dorf lebenden Bauern und den zugezogenen Rumänen.
Die Politik der neuen von der stalinistischen Sowjetunion bestimmten Regierung in der Volksrepublik Rumänien setzte auch in Girelsau ihr Ziel durch, die Bauern zu enteignen und sie als Angestellte der staatlichen landwirtschaftlichen Produktionsgenossenschaften (Landwirtschaftliche Produktionsgenossenschaft LPG) zu bestimmen.

### Kirchen und christliche Konfessionen
Im Dorf gibt es heute vier christliche Konfessionen, die nach den vorhandenen Quellen historisch dargestellt werden.
a) Die älteste und quellenmäßig belegte Kirche am Ort ist die der deutschen Siedler, die bis zur Reformation römisch-katholisch waren und zum Hermannstädter Kapitel (Dekanat) gehörte.
Das Patrozinium der Kirche ist nicht bekannt, aber einige Historiker vermuten, dass es ein „Hl. Gerhard“ war. Die Pfarrer führten die Bezeichnung „Plebanus de insula gerhardi“, aber nie "de Fenyefalwa". Sie wurden nur mit ihren Vornamen genannt, was womöglich auf ihre Zugehörigkeit zur Kapitelbruderschaft in Hermannstadt deutet. So wurde in einer Urkunde 1461 ein „Symon plebanus de Insula Gerhardi iamdicti decanatus et capituli Cybiniensis confrater“ (Symon, der Pfarrer von Girelsau, obengenannt als Dekan und Mitbruder des Hermannstädter Kapitels) erwähnt. Der Pfarrstelle standen 4 Zehntquarter zu, später nur noch drei, was für das kleine Dorf eine gute Dotierung war. Es sind folgende Pfarrer belegt: seit 1327 Nikolaus, Mathias, Johannes (2×), Nikolaus, Bartholomäus, Jacobus, Michael. Nach 1486 bis zur Reformation: Mathias, Johannes, Jakobus, Andreas, Johannes. 1525 Johannes Rain, Laurenzius Zipser.
Nach der Reformation (ab Laurenzius Zipser) gehörten diese weiterhin zum Hermannstädter Kapitel und zur reformatorischen Kirche A. B. in Siebenbürgen. Als solche existiert diese Konfession bis zu der massenweisen Auswanderung des Sachsen nach Deutschland nach 1989 und hat heute nur noch wenige Mitglieder. Sie werden von Pfarrer i. R. Gerhard Kenst betreut, der im ehemaligen Pfarrhaus seinen Wohnsitz hat.
Im Archiv der Kirchengemeinde sind zahlreiche Kirchenfahnen und Paramente vom 18. und 19. Jahrhunderten erhalten. Diese weisen eine Reihe von Spendern mit folgenden Familiennamen auf: Veber (1775 erwähnt, und auch auf einer steinernen Haustafel von 1736 ist ein Michael Veber als Hausbesitzer belegt.) Bemerkenswert dabei ist die lateinische Schreibweise „Veber“ statt „Weber“, da die lateinische Sprache kein „W“ kennt. Andere Namen sind Brius, Drotleff, Krauß, Theil, Markus, Waadt, Modjesch, Nößner neben den bereits bekannten Namen wie Schieb, Atzmann usw.
Das Kirchengebäude ist quellenmäßig erst im 15. Jahrhundert fassbar. Die vorangegangene Kirche dürfte wohl eine Holzkirche gewesen sein, an der Pfarrer ab 1337 belegt sind. 1496 wird mit dem Bau eines neuen Kirchengebäudes aus Stein begonnen, der sich bis 1538 hinzog. Um die Kirche wurde eine Ringmauer gezogen.

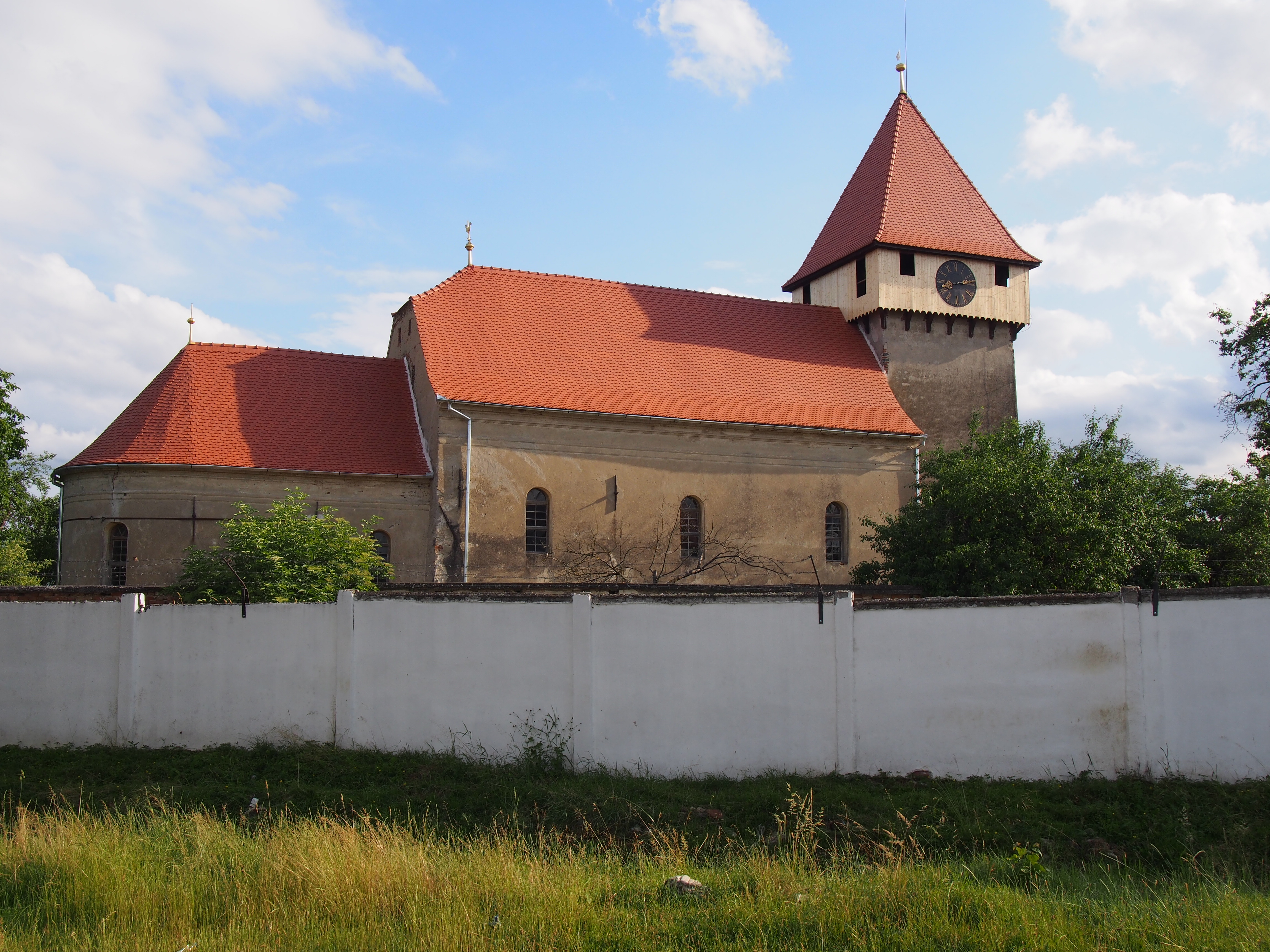
Evangelisch-Lutherische Kirche

1600 wird das Kirchengebäude durch marodierende Soldaten der Truppen des Fürsten der Walachei Mihai Viteazul (Michael der Tapfere), zerstört. 1633 wird das aktuelle Kirchengebäude errichtet. Letzte Außenrenovierung fand 2015 statt.
Der zu dieser Kirchengemeinde gehörende Friedhof ist traditionell den Sachsen reserviert.
b) Die zweitälteste Konfession ist die rumänische mit Rom unierte Kirche und quellenmäßig ab 1750 als Filialgemeinde von Săcădate mit 117 Mitgliedern erwähnt. Auch in den Statistiken von 1767 taucht sie nicht als selbstständige Pfarrei auf.
Nach mündlicher Überlieferung hat es um 1759/60 auch in Girelsau Auseinandersetzungen zwischen den Anhängern der Orthodoxen Kirche und der mit Rom unierten Kirche gegeben, worüber es aber keine Quellen gibt. Anfang des 19. Jahrhunderts soll es zuerst ein „kirchliches Haus“ („casă bisericescă“) gegeben haben, dann wurde eine Kirche aus Holz gebaut. 1805 gab es eine orthodoxe Filiale mit dem Pfarrer Iuoan Dumitru. Bereits 1826 wurde die Kirchengemeinde unter Pfarrer Nicolae Coman wieder zu einer mit Rom unierten Kirche. 1843 sind 50 Familien als orthodoxe Christen verzeichnet, die aber als „Filialgemeinde“ von Săcădate / Sakadat bezeichnet wird, wobei die vorhandene Kirche im Wechsel zwischen den beiden Konfessionen benutzt wurde. Nach 1855 ist die Kirchengemeinde einheitlich als Parochie der mit Rom unierten Kirche eingetragen. 1884 ist ein Beschluss der Gemeinde „Gierelsau“ belegt, der die „Ausscheidung einer Portio canonica für die gr.-kath. Kirchengemeinde“ festlegt, die für den Unterhalt des Kirchengebäudes und des Priesters bestimmt war.
Somit war die mit Rom unierte Gemeinde eine anerkannte Kirchengemeinde in Girelsau, was sie auch bis zur staatlichen Auflösung dieser Kirchengemeinschaft 1948 bleiben wird. Danach wurde die Parochie dem Orthodoxen Dekanat (Protopopiat) Avrig/Freck einverleibt. Der letzte unierte Pfarrer war Ioan Oros.
Nach 1989 wollen einige Gemeindemitglieder die Rückkehr zur alten Tradition der mit Rom unierten Kirche, die nun wieder als rumänisch-nationale Kirche anerkannt wird. Die Anhänger der orthodoxen Gemeinde leisteten Widerstand und es kam zu handfesten Auseinandersetzungen. Auf den Wunsch beider Konfessionen wurden Pfarrer im Ort installiert, die im Wechsel den Gottesdienst in der Kirche hielten. Es gab Überlegungen, dass nach der Auswanderung der Sachsen die alte evangelische Kirche von den Orthodoxen angemietet bzw. gekauft werden soll. Dies scheiterte am Widerstand der noch wenigen zurückgebliebenen Sachsen. Selbst die ausgewanderten Sachsen waren für eine solche Lösung nicht zu begeistern und lehnten die Übergabe ihrer ehemaligen Kirche an die Orthodoxen ab. Im Laufe der Jahre beruhigte sich die Lage und die mit Rom Unierten Christen und die Orthodoxen feierten im Wechsel in der Kirche ihre Messen. Die Orthodoxen strebten aber den Bau einer eigenen Kirche an.

Rumänisch griechisch-katholische Kirche Adormirea Maicii Domnului

Das alte Kirchengebäude wurde zwischen 1911 und 1913 gebaut, als hier Pfarrer Demetriu M. Clain (1850–1927) diente. Er war ein Angehöriger des unierten Bischofs Inocențiu Micu-Klein. Die Kirche, die im Volksmund „Biserica din Deal“ (die Kirche auf dem Hügel) heißt, ist als „Biserica Adormirea Maicii Domnului“ (Mariä Entschlafen) geweiht.
Der zu dieser Kirchengemeinde gehörende Friedhof dient allen rumänischen Einwohnern und den Roma.
Die Parochie gehört traditionell zum Großerzbistum Weißenburg und Fogarasch (Arhieparhia de Alba Iulia și Făgăraș) und wird zurzeit von Pfr. Ioan Crișan betreut.

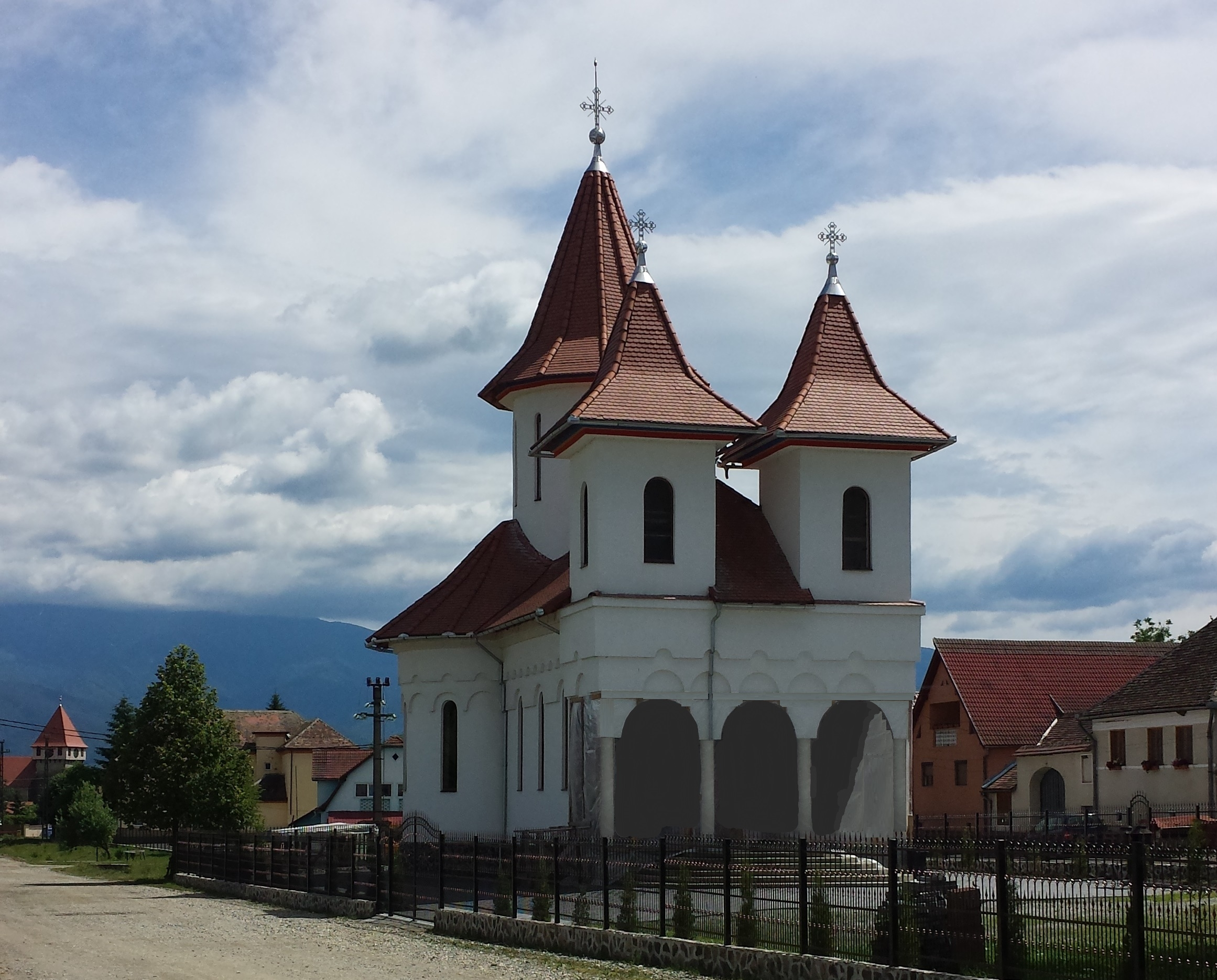
Orthodoxe Kirche Sf. Împărați Constantin și Elena

c) Die heutige Orthodoxe Parochie „Sf. Împărați Constantin și Elena“ (Hl. Kaiser Konstantin und Kaiserin Helena) wurde nach 1989 gegründet. Sie ist die größte christliche Gemeinde im Dorf und versteht sich als Nachfolgerin der 1947 durch staatliche Macht gegründeten orthodoxen Parochie. Sie verfügt über eine neu erbaute Kirche mitten im Dorf, die als „Sf. Împărați Constantin și Elena“ (Hl. Kaiser Konstantin und Kaiserin Helena) geweiht wurde.
Ihre Mitglieder gehören zum Teil zu den orthodoxen Christen, die nach 1948 geboren sind und sich der Rumänischen Orthodoxen Kirche verpflichtet fühlen. Ein anderer Teil dieser Parochie sind die Angehörigen der rumänischen Einwanderer nach 1945, die aus orthodoxen Gemeinden stammten und sich dieser Kirche traditionell als „Kirche der Rumänen“ zugehörig verstehen.
Die Parochie gehört zum orthodoxen Protopopiat Avrig / Freck und steht unter der Jurisdiktion der Erzdiözese Hermannstadt der Siebenbürgischen Metropolie (Metropolia Ardealului) der Rumänisch Orthodoxen Kirche.
Sie wird von Pfarrer Vasile Nichifor betreut.

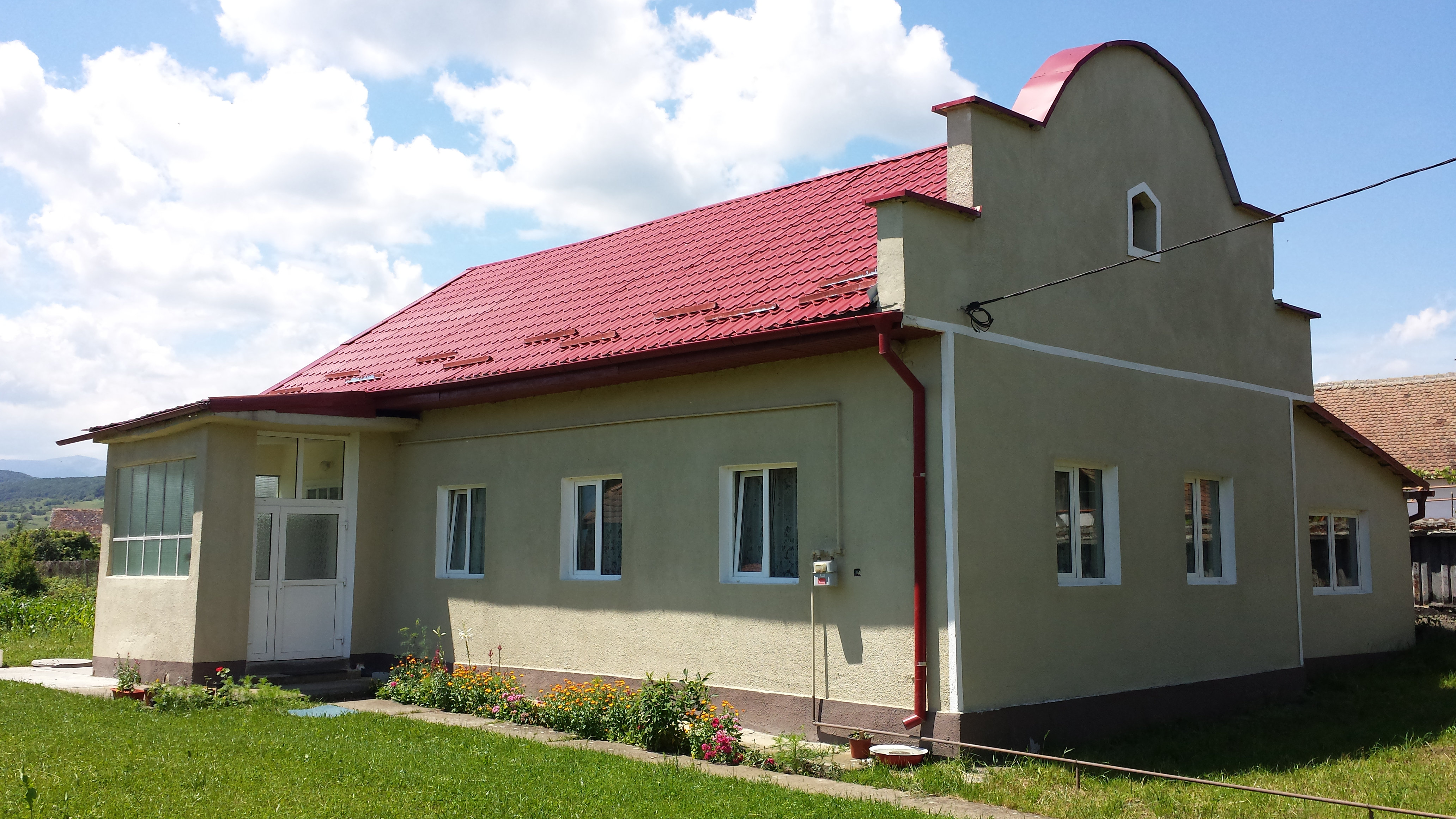
Baptistenkirche

d) Als dritte und jüngste Konfession findet sich eine kleinere Gemeinschaft der Baptisten, die auch der rumänischen Bevölkerung angehören. Sie waren bereits vor 1990 im Dorf aktiv, wobei sie fälschlicherweise im Dorf „Pocăiți“ genannt werden, was sie als christliche Sekte erscheinen lässt. Sie verfügen über eine kleine Kirche im „Winkel“. Ihre kleine Gemeinschaft ist eine Filiale der in Hermannstadt residierenden „Biserica Baptistă Speranța Sibiu (BCBSS)“ (Baptistische Kirche „Hoffnung“ Hermannstadt).
e) Offen ist die kirchliche Zugehörigkeit der in Girelsau lebenden Roma. Der Zugang zur deutschen ev.-lutherischen Kirche A.B. in Girelsau wurde ihnen in der Vergangenheit verwehrt. Die Mehrheit sind getaufte Christen und gehören den rumänischen Kirchengemeinden an. Andere lehnen die christliche Taufe ab und leben nach ihren eigenen tradierten Glaubensvorstellungen.

### Schulwesen
In der ältesten erhaltenen Bevölkerungszählung der Sieben Stühle von 1488 wird ein „Schulmeister“ im Ort erwähnt. Wie nun eine solche Schulbildung in Girelsau aussah, ist weiter nicht belegt, aber diese fand wohl eher in einem bescheidenen Rahmen, begrenzt auf das nötigste – je nach Beruf und Stand – Lesen und Schreiben statt. Im 17. Jh. ist das Schulwesen bei den Sachsen in Siebenbürgen so organisiert, dass neben den 239 Geistlichen 224 Schulleiter registriert sind. In den Dorfschulen wurde Latein gelernt, da es die Amtssprache im Fürstentum Siebenbürgen war. Die Lage änderte sich, als im 18. Jahrhundert die Habsburger Deutsch als Amtssprache in Siebenbürgen einführten. Damit war die Sprache einer Minderheit (12-15 %) zur offiziellen Amtssprache geworden, was zu großem Unmut bei Szeklern und Rumänen führte, die ihrerseits die Mehrheit in Siebenbürgen stellten. Die Lage der Schulbildung blieb angespannt, weil nicht klar war, wer als zuständige Schulbehörde agieren durfte und sollte. Die Schulen blieben konfessionell gebunden. Die rumänischen Schüler lernten bis 1862 das kyrillische Alphabet, weil das Rumänische sich dieser Schreibweise bediente. Damit waren sie kaum in der Lage, sich in der lateinischen Schrift zurechtzufinden und es war ein enormer Nachteil für ihre Bildung. Erst ab 1862 stellte sich die siebenbürgisch-rumänische Presse auf die lateinische Schrift um. Die Entstehung der politischen Nationalbewegungen im 19. Jh. in Siebenbürgen schuf eine Neuorientierung in der Schulbildung, so dass die unterschiedlichen Nationalitäten ihre eigenen Schulen hatten, wie auch in Girelsau. Dabei hatten die Kirchen beider Nationalitäten eine wichtige Funktion: Sie waren daran interessiert, dass die traditionellen Glaubenswerte in eigener Sprache erhalten blieben. Auf sächsischer Seite forcierte der ev.-lutherische Bischof und Pädagoge Georg Daniel Teutsch den Volksschulunterricht und 1852–1853 wurde in Girelsau eine neue Schule gebaut.

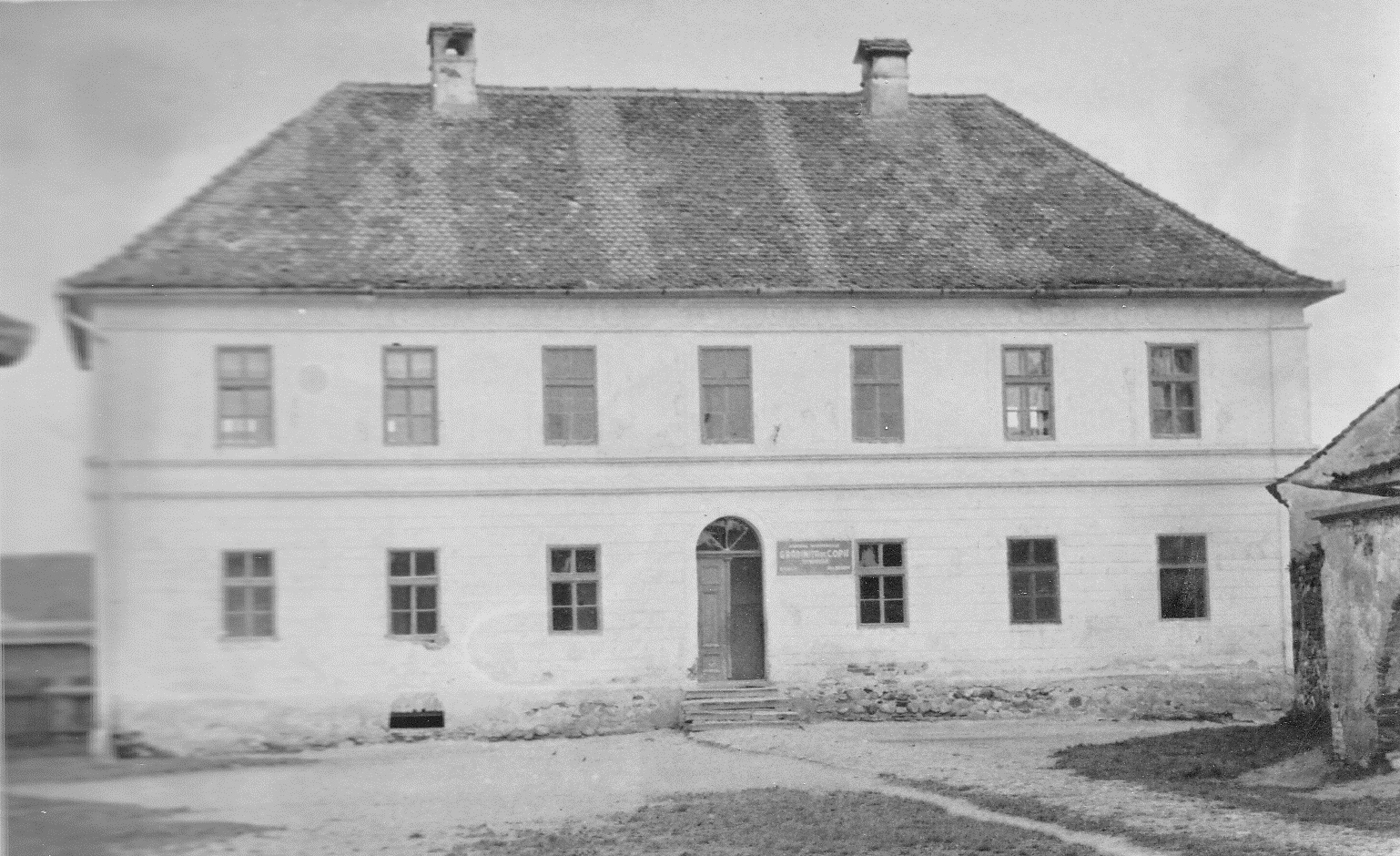
Deutsche Schule, gebaut 1852–1853

Der rumänische Unterricht fand in einem Haus statt, bis 1890 die erste rumänische Schule neben der Kirche gebaut wurde. Der erste und langjährige Lehrer (1892–1932) war Nicolae If. Ursu.
Die Schülerzahl betrug: 1876 70 deutsche und 63 rumänische Schüler, 1880 54 und 62 Schüler, 1900 73 und 55 und 1922 91 und 93 Schüler.
1878/79 sind auch rumänische Schüler an der deutschen Schule eingeschrieben.
Allerdings wurden beide Nationen auf eine harte Probe gestellt, als ab 1867 in Österreich-Ungarn die Budapester Regierung die Magyarisierung des Schulwesens anstrebte. Auf rumänischer Seite war die Gründung des ASTRA-Volksbildungsvereins eine große Hilfe, von der auch die rumänischen Dorfbewohner in Girelsau profitierten.
Mit dem Zusammenbruch der österreich-ungarischen Monarchie und der Eingliederung Siebenbürgens in das Königreich Rumänien wurde Rumänisch zur Amtssprache. Die konfessionellen Volksschulen blieben dabei erhalten.

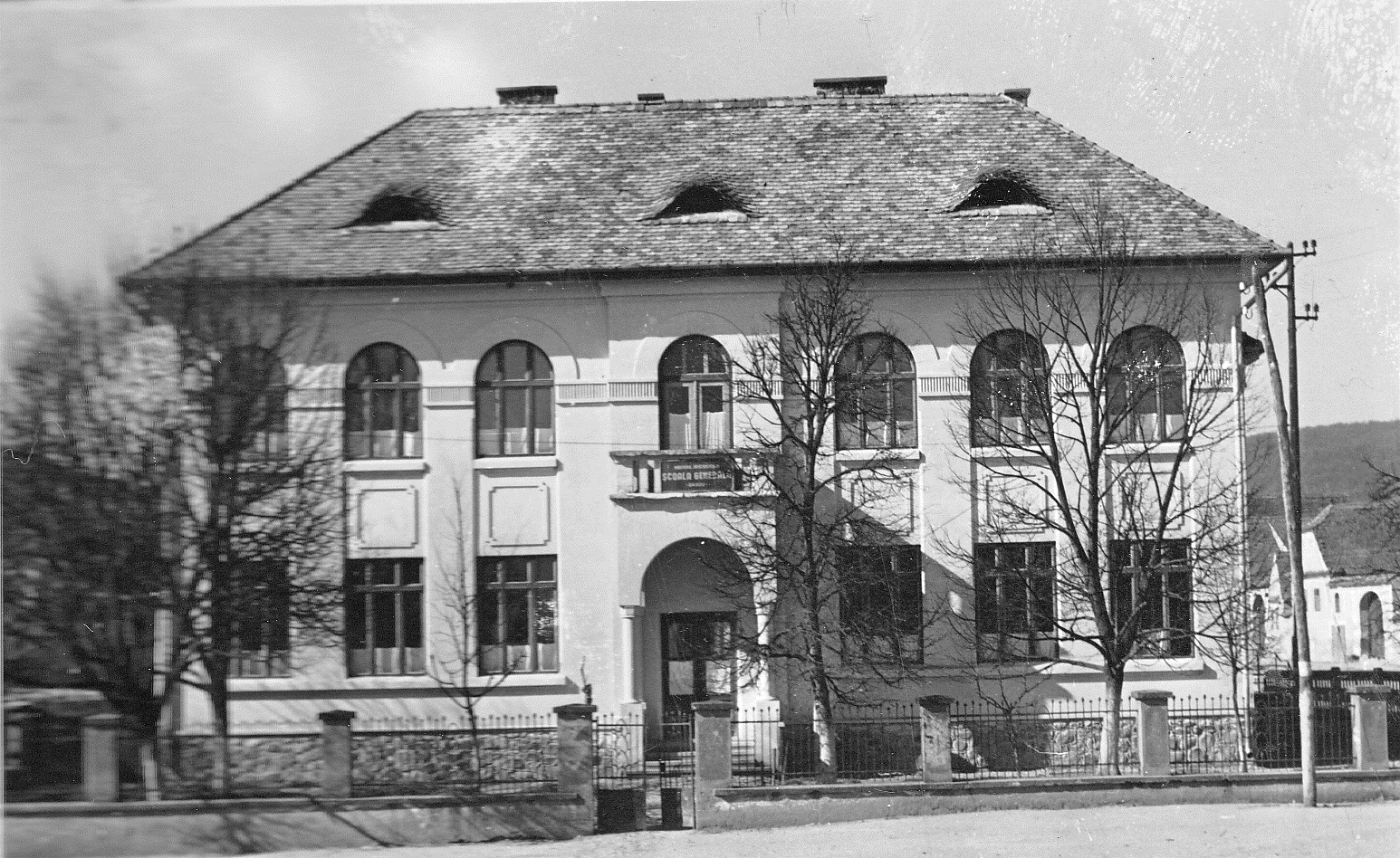
Gesamtschule, gebaut 1936–1937

Im Dorf wurde 1936-37 ein neues großes Schulgebäude gebaut, das heute noch als Schule dient.
Als zweites Schulgebäude stand die deutsche konfessionelle Schule zur Verfügung. In den Jahren von 1939 bis 1944 wurde die deutsche Schule immer mehr von der nationalfaschistischen „Erneuerungsbewegung“ für ihre politischen Zwecke vereinnahmt und ihrer konfessionellen Bedeutung entraubt. Parallel dazu entwickelte sich auch bei den Rumänen in den 1930er Jahren ein faschistisch-nationales Denken (Geschichte Rumäniens), das sich nun auch in der Schulbildung im Dorf nach 1935 bemerkbar machte. So mussten die rumänischen Schüler in der Organisation "Straja Țării" eintreten und dort dem diktatorisch regierenden König Carl II. huldigen.
Die endgültige Aufhebung der konfessionellen Schulen im Dorf geschah aber erst 1948, als das Schulwesen verstaatlicht und die Erziehung ideologisiert wurde mit dem Ziel, den „neuen Menschen“ nach kommunistischem Vorbild zu formen. Eine deutsche Abteilung blieb sowohl im Kindergarten als auch in der Grundschule erhalten. Im Kindergarten waren 1970 50 rumänische und 25 deutsche Kinder, wobei die Muttersprache der jeweiligen Volksgruppe benutzt wurde. In der Grundschule waren 74 rumänische und 38 deutsche Kinder, mit Unterricht in der jeweiligen Muttersprache. In den Klassen 5-8 waren insgesamt 215 Schüler mit rumänischer Unterrichtssprache.
Die alten konfessionellen Traditionen wurden immer mehr an den Rand gedrängt und es ist das besondere Verdienst der Erzieherinnen, Lehrer und einigen traditionsbewussten Dorfbewohnern, dass diese sowohl bei den Sachsen als auch bei den Rumänen trotz staatlicher Schwierigkeiten im Dorf in begrenzter Form weiterlebten.
Mit der Auswanderung der Sachsen (nach 1990) war kein Bedarf mehr für eine deutsche Schule. Die jahrhundertealte deutsche Tradition der Schule ist damit Geschichte. Das ehemalige deutsche Schulgebäude wurde zu Gunsten der letzten Kirchenrenovierung veräußert und ist nun in Privatbesitz.
Die heutige Schule in Girelsau ist nach europäischem Standard eine Gymnasialschule.

### Wirtschaft
Im Mittelalter gehörte das Dorf zum Hermannstädter Kapitel und wurde entsprechend auch von der Wirtschaftsordnung des Kapitels bestimmt. Im 14. Jahrhundert hat es 12 Hufen, 1488 sind es 43 Hofstellen mit einer Größe des Gemarkungsanteils von 94 ha.
Neben der Bearbeitung der Felder beschäftigten sich die Einwohner des Dorfes mit Fischfang und Fischhandel sowie der Holzwirtschaft. Größere handwerkliche Betriebe sind nicht bekannt.
1494 lieferte Paulus Atzmann Fische für den Landtag in Hermannstadt. Die Fischereitradition in Girelsau ist auch auf einer alten Fahne von 1775 belegt,

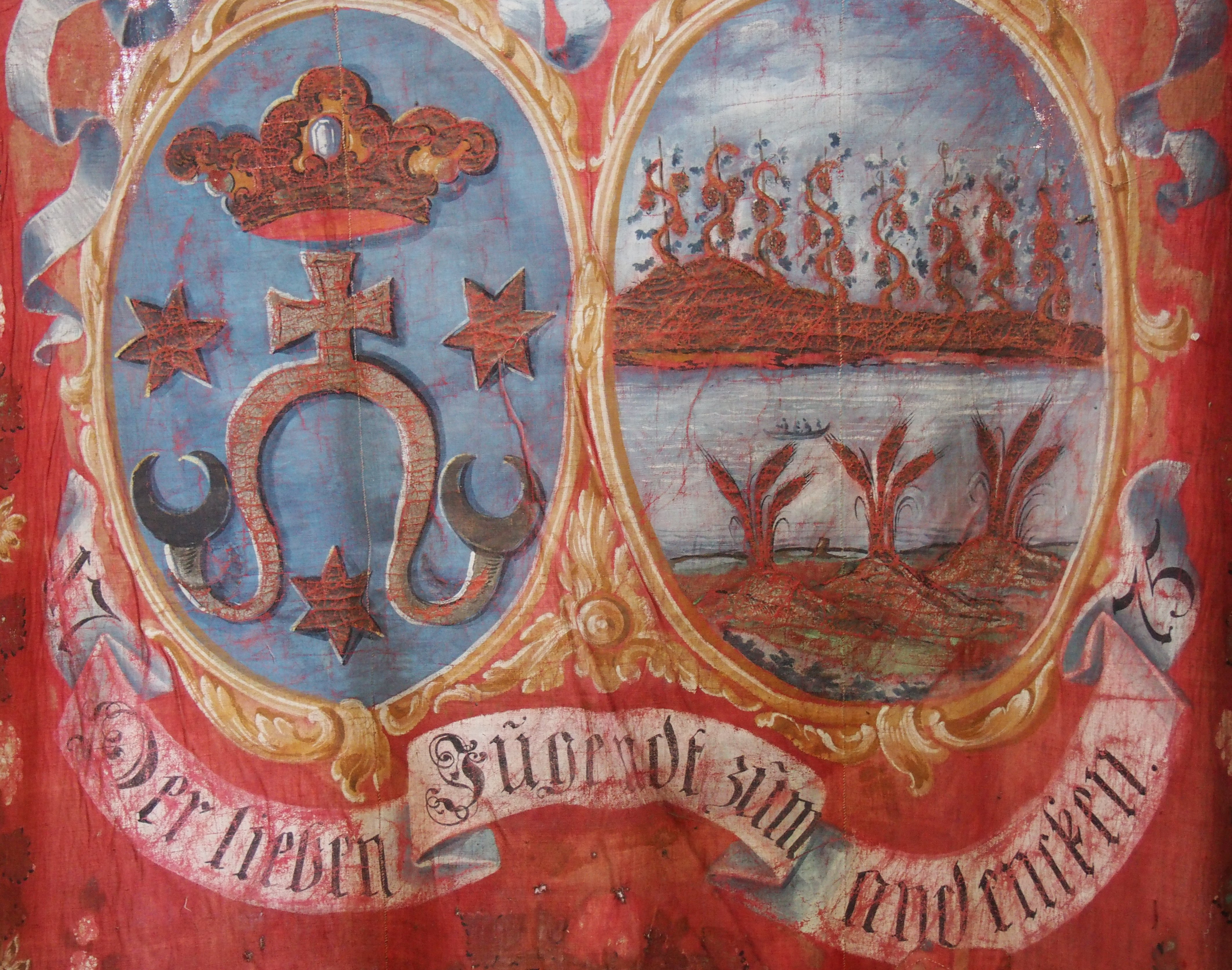
Sächsische Fahne aus Girelsau 1775 (Vorderseite)

die möglicherweise das Dorfwappen darstellt. Über einer stilisierten Hügeldarstellung mit zwei Mondsicheln an den beiden Ausläufen (ähnliches Brandzeichen belegt) sind ein Kreuz und die Krone des Großfürstentum Siebenbürgen zu sehen. In dem anderen parallel liegenden Bild ist der Fluss Alt zu sehen, an dessen einem Ufer Weinranken auf einem Hügel und auf dem anderen Weizen zu sehen sind. Dazu ist der Text zu lesen: „Der lieben Jugendt zum Andenken 1775“. Auf der Rückseite wird ein Mann (Fischer) dargestellt, der einen großen Fisch aus dem Alt zieht. Hinter ihm ist eine Engelfigur (Schutzengel?) zu sehen. Auf einem Band um die Darstellung steht: „Verehret von Josepho Krauß, Simone Theill, Johannes Marcus, Johanne Theill“. Damit ist auch der Weinbau in Girelsau belegt.

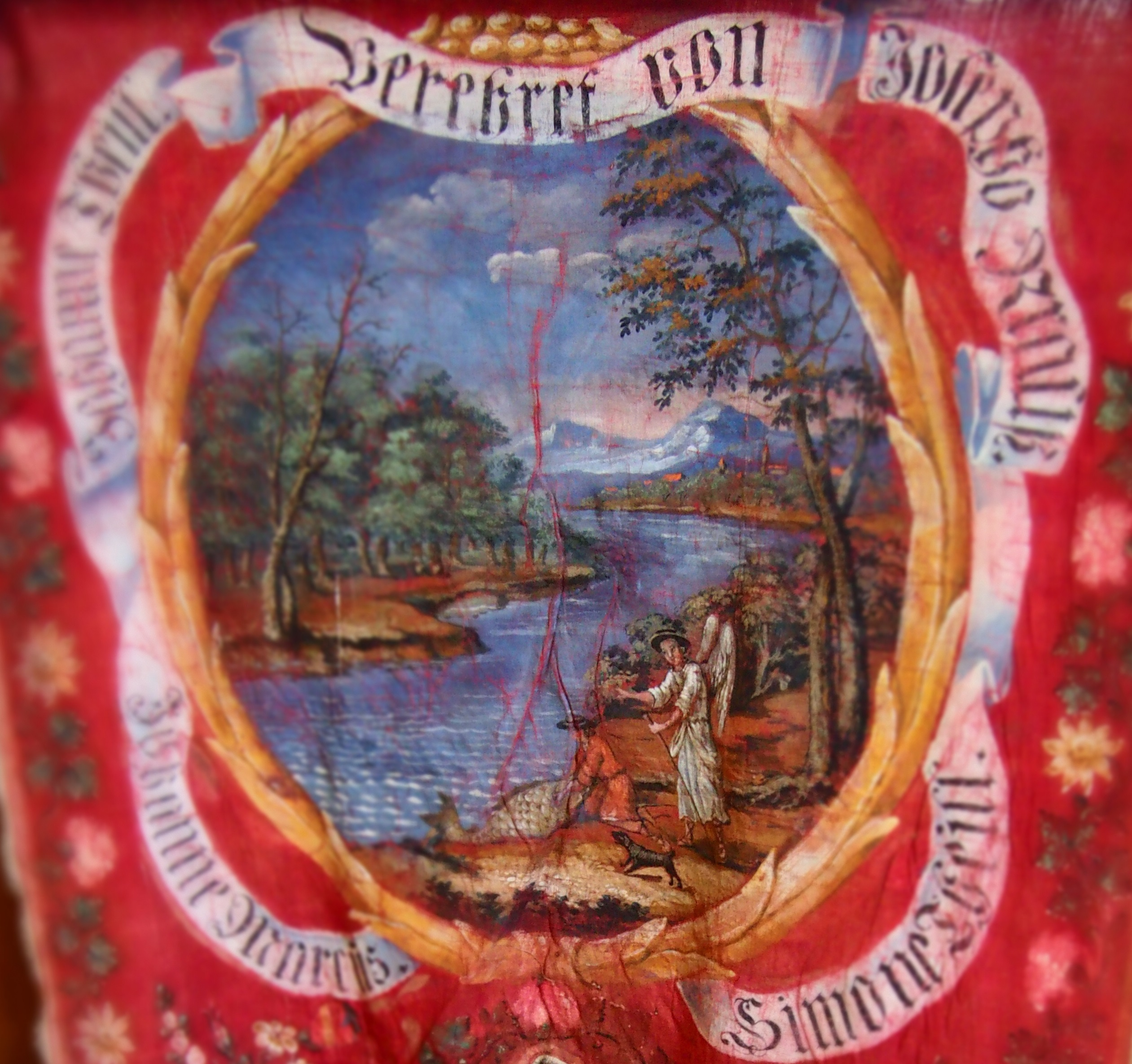
Sächsische Fahne aus Girelsau 1775 (Rückseite)

Ende des 18. Jahrhunderts erfahren wir, dass Girelsau „ein schön gebautes in einer angenehmen Gegend liegendes Dorf in der Nähe des Altflußes [ist], wo aus dem Strom die schmackhaftesten Fische gefangen werden“.
In einer Mitteilung von 1815 heißt es: „Die netten, hübsch gebauten Häuser zeugen vom Wohlstand der Bewohner“, wobei auch ein „Kreideberg“ erwähnt wird.
Auf einem Stich von 1817 ist das Kaiserpaar Franz der Erste und Karolina Augusta bei überqueren des Altflusses auf Fähren bei Girelsau zu sehen, die einen Besuch Siebenbürgens abstatteten und somit auch Girelsau besucht haben.
Vielleicht ist es diesem Ereignis zu verdanken, dass im Laufe der Verbesserung der Infrastruktur in Siebenbürgen 1838 eine Holzbrücke über den Alt gebaut wird, die Girelsau an den damaligen Straßenverkehr von Hermannstadt nach Kronstadt einbindet.
In Girelsau wurde eine große Postkutschenstation errichtet, deren Gebäude noch erhalten sind.

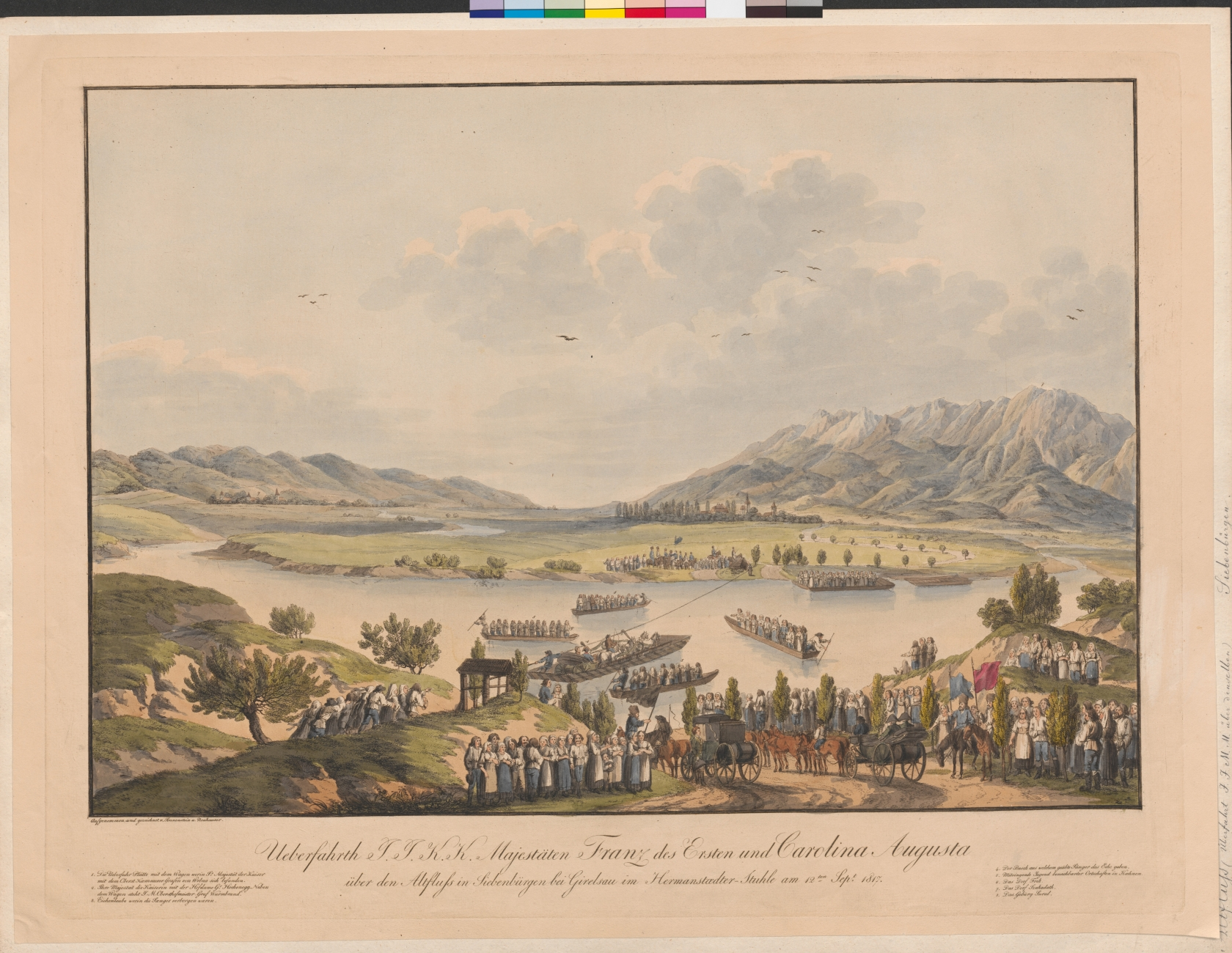
Überfahrt über den Alt mit Fähren bei Girelsau: Kaiser Franz I. und Kaiserin Carolina Augusta 1817

1885 wurde im Dorf der erste Raiffeisenverein gegründet, der nun eine wichtige Hilfe bei der Unterstützung der sächsischen Wirtschaft im Ort war. Im 19. Jh. gründet ein M. Kraus eine Ziegelfabrik und baut eine kleine Mühle. Unterschiedliche Handwerksberufe findet man im 19. und 20. Jahrhundert auch in Girelsau wie Metzger, Schumacher, Maurer und Schmiede, wobei diese für den eigenen Dorfbedarf arbeiten. Den Beruf des Zimmermanns üben Johann Müller, Johann Klein, Michael Bordon und Gheorghe Tatu aus, die auch über gemeindlich beim Bau von Fähren über den Alt beteiligt sind. Die Landwirtschaft und Viehzucht bleibt aber der Haupterwerb der Dorfbewohner.
Girelsau verfügt 1895 über eine Gesamtfläche von 5866 Joch, davon Wald 2300 Joch, Ackerfläche 2508 Joch, Wiesen- und Heuflächen 592 Joch, Weideflächen 100 Joch, Gärten 78 Joch und Hoflächen 130 Joch.
1908 wurde eine große Brücke aus Eisen über den Alt gebaut, die als „Girelsauer Brücke“ (Podul Bradului) als besonderes architektonisches Werk in die Geschichte einging.
Das Dorf blieb aber von der Agrarwirtschaft und Viehzucht geprägt, auch wenn im Rahmen der Modernisierung der Infrastruktur seine Einbindung an die neu gebaute so genannte „Schwedenstraße“ 1933 bis 1938 wirtschaftlichen Erfolg versprach.
Die erwirtschaften Agrarprodukte wie Gemüse und Fleischprodukte wurden auf dem Markt in Hermannstadt und Umgebung verkauft.
Ende der 1930er Jahre wurden auch in Girelsau „Genossenschaften“ gegründet. Die rumänische Bevölkerung gründet die „Cooperativa de consum Brădeana“.
Bereits unter dem Einfluss der Anhänger der deutschen Nationalsozialisten sollten die sächsischen Bauern Siebenbürgens in „Genossenschaften“ und „Ortsgemeinschaften“ organisiert werden. Eine ähnlich genannte Wirtschaftsform setzte sich dann unter der neuen kommunistischen Regierung durch, als die Bauern sich in Girelsau 1958 in die „Gospodăria colectivă Olga Bancic“ (Kollektive Genossenschaft Olga Bancic) eintragen ließen. Dem war ein großer Widerstand aus der rumänischen Bauernschaft vorausgegangen, die nun erst begriffen, dass die Enteignung und die Verstaatlichung der Güter im Dorf auch sie betreffen würde. Einige rumänische Bauern wurden verhaftet, andere von der Securitate malträtiert. Die im Dorf lebenden Anhänger der Legionari hofften auf die Besetzung Siebenbürgens durch die Amerikaner.
Von Widerstand aus der sächsischen Bevölkerung ist nichts bekannt. Sie hatten wohl resigniert und hofften auf eine zügige Auswanderung nach Deutschland.
Beide Volksgruppen arrangierten sich gezwungenermaßen mit der neuen kommunistischen Wirtschaftsordnung, die sie aber nie richtig akzeptierten. In der LPG (landwirtschaftlichen Produktionsgenossenschaft) waren sie nun Angestellte, die ihren eigenen Acker auf Befehl der staatlichen Organe bearbeiten mussten. Das war eine Art staatliche Leibeigenen-Situation, weil sie ihren Lohn in Naturalien und wenig Geld bekamen. Damit war die jahrhundertealte Bauernwirtschaft in Girelsau erledigt. Die Misswirtschaft, bedingt auch durch Korruption und systematischen Güterraub nahm ihren Lauf, wobei man das Klauen nicht als Delikt verstand, sondern als Ausgleich für die durch den Staat „geraubten“ Güter.
Die Gärten um das Haus lieferten die Möglichkeit, das Nötige für den Haushalt anzubauen, so dass die meisten Familien autark von der katastrophalen staatlichen Versorgung waren. Die Dorfbewohner versorgten sich mit Fleisch, indem sie Schweine, Kühe, Wasserbüffel, Schafe, Ziegen, Hasen, Hühner u. a. für den Eigenbedarf hielten. Die stark eingeschränkte Privatwirtschaft im Dorf war effizienter als die der staatlichen Produktionsgenossenschaft, die im Laufe der Jahre zu einer Misswirtschaft degenerierte.
Im Zuge der massiven Industrialisierungspolitik der kommunistischen Regierung wurden die jungen Dorfbewohner zu Fabrikarbeitern geschult, die nun nicht mehr gewillt waren, als Bauern in einer landwirtschaftlichen Planwirtschaft auf den Feldern zu arbeiten, zumal die Löhne in der Landwirtschaft wesentlich tiefer als in der Industrie waren.
Besonders die Sachsen stellten sich schnell um und wurden als begehrte Bau- und Fabrikarbeiter geschätzt. Somit verdienten sie ihren Unterhalt nicht mehr als Bauern, sondern als Arbeiter und Staatsangestellte.
1990 änderte sich die politische Lage und viele Dorfbewohnern gelang es, ihre Äcker wieder zurückzuerhalten. Doch das bäuerliche Wirtschaftssystem und die damit verbundenen Traditionen waren nicht mehr vorhanden. Anhand der tragischen Erfahrungen nach 1945 machten nur wenige Sachsen von der Möglichkeit, Grund und Boden zurückzuerhalten, Gebrauch und die meisten wanderten nach Deutschland aus. Einige wenige haben noch die Häuser und Gärten von ihren Großeltern übernommen und lassen diese von Mietern oder Bekannten bewirtschaften.
Die rumänische Bevölkerung bewirtschaftet die Acker- und Waldflächen. Viele junge Leute arbeiten im Ausland oder haben eigene Firmen am Ort gegründet, um ihre Familien zu ernähren. Ein neuer Wirtschaftszweig ist der Tourismus, der in der schönen Landschaft langsam in Fahrt kommt. Dazu bietet sich auch der neu angelegte Stausee an, der in das Gebiet von Girelsau reicht und sich vom Wasser des Alts speist.
Das Dorf Bradu ist nun ein Teil der Europäischen Union und die Dorfbewohner sind bereits in die europäische Wirtschaftspolitik integriert.
Politisch-administrativ gehört das Dorf heute zur Stadt Avrig, von der es geografisch durch den Alt getrennt ist.

## Sehenswürdigkeiten
- Kirchenburg Gierelsau, errichtet 1633, wohl anstelle einer älteren Kirche aus dem 15. Jahrhundert.
- Altbrücke an der Nationalstraße in Richtung Avrig.
- Cabana Fântânița Haiducului, Hotel 1 km Richtung Sibiu an der Nationalstraße.
- Cabana Ghiocelul, Unterkunft

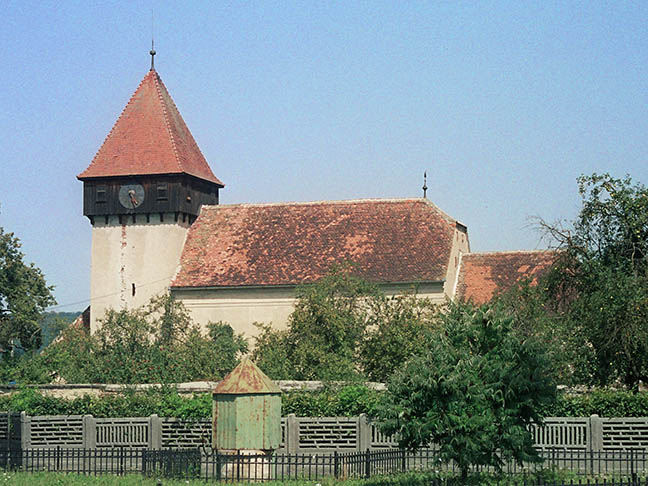
Die evangelische Kirche (2006)
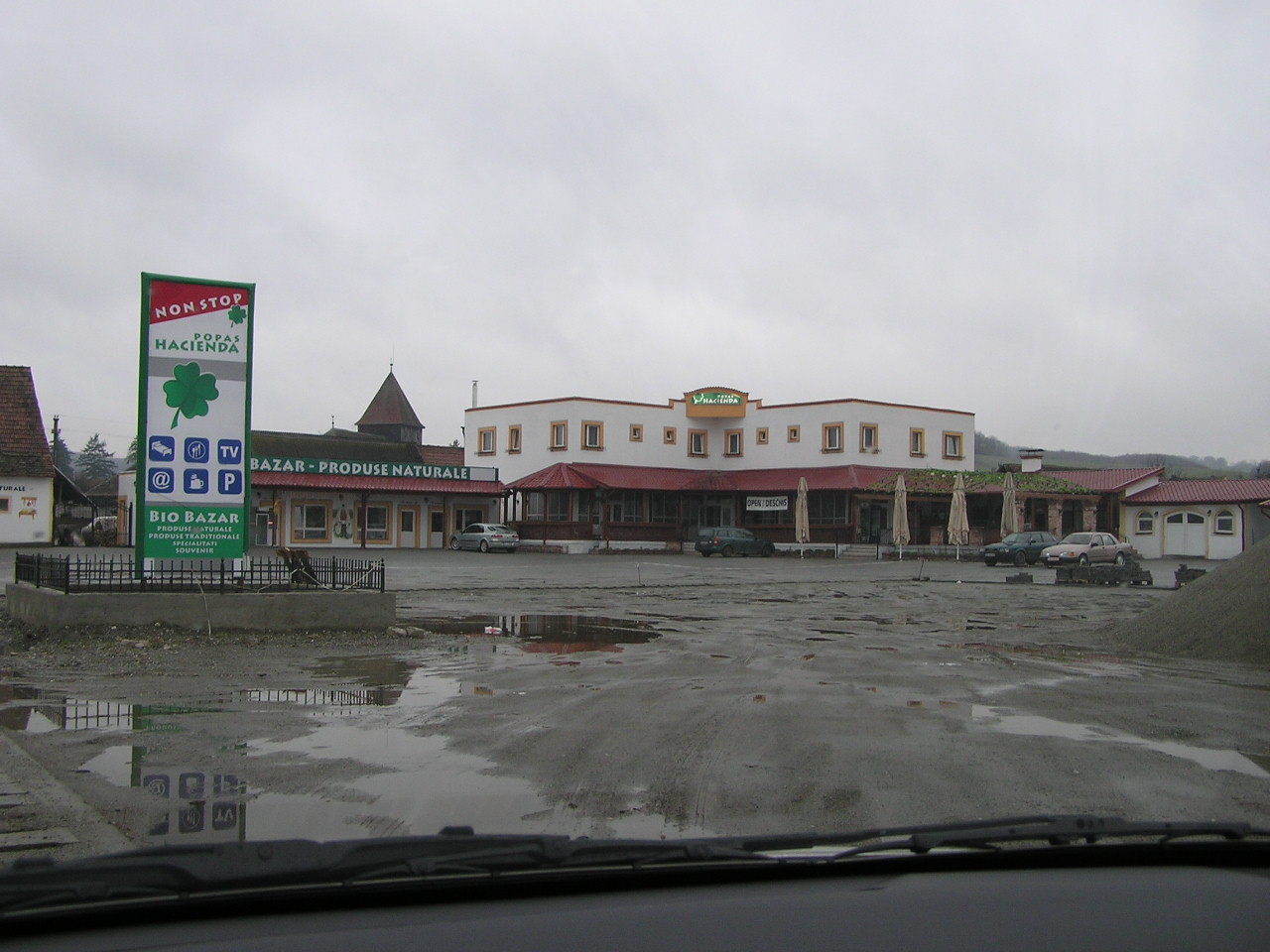
Neues Wirtshaus mit Pension und Verkaufsladen (2009 gebaut)
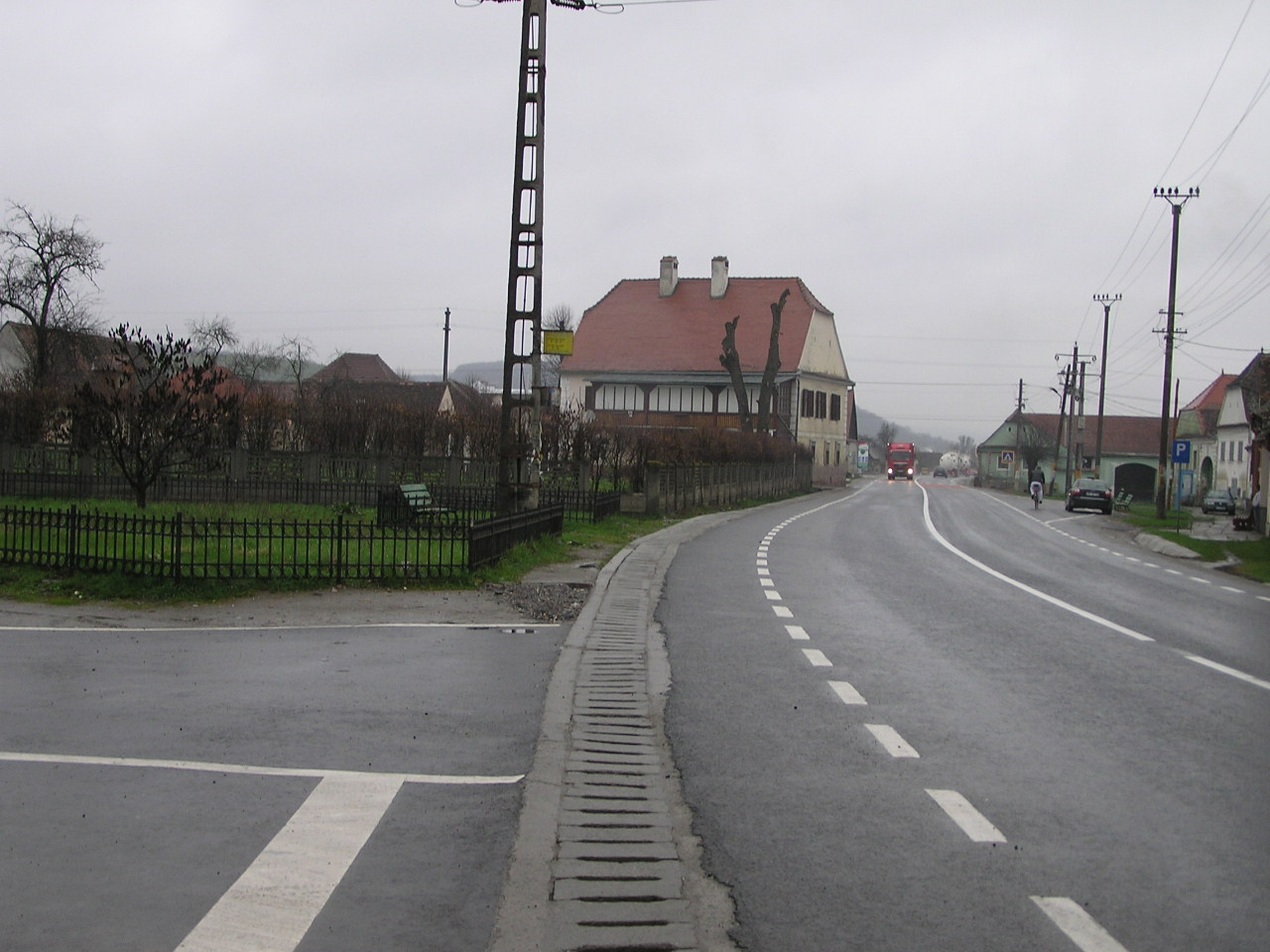
Ehemaliges Pfarrhaus an der Europastraße 68
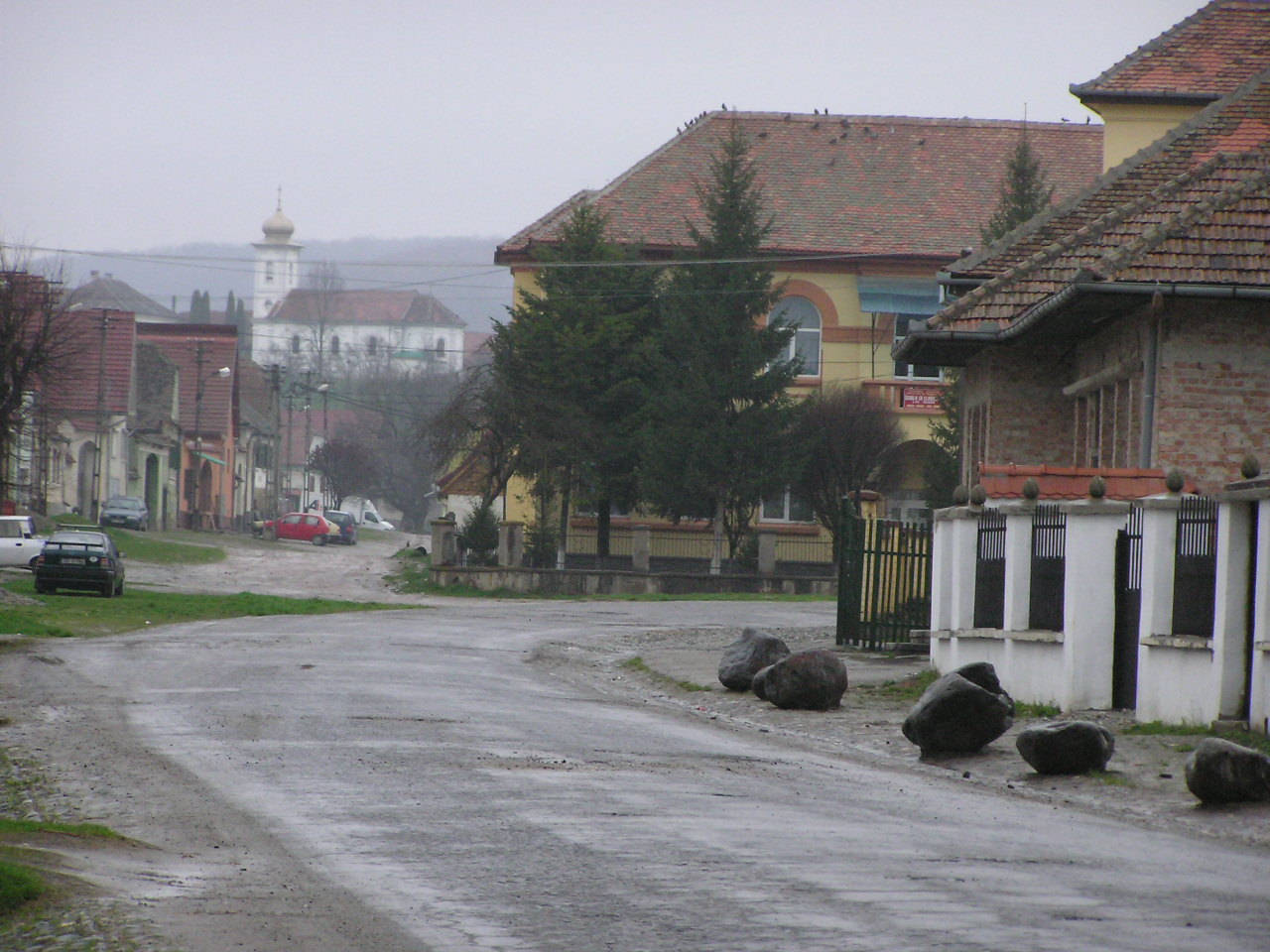
Zentrum mit der Schule des Dorfes, im Hintergrund die Kirche der rumänischen griechisch-katholischen Kirche Adormirea Maicii Domnului